# ده قاضي (قهاب رستاق)
ده قاضي (بالفارسية: ده‌قاضی) هي مستوطنة تقع في إيران في قسم قهاب رستاق الريفي. يقدر عدد سكانها بـ 19 نسمة بحسب إحصاء 2016.